# Noise Floor (Rarities 1998–2005)
Noise Floor (Rarities 1998–2005) ist ein Musikalbum von Bright Eyes mit zuvor unveröffentlichten und raren Songs. Es wurde im Oktober 2006 auf dem Label Saddle Creek veröffentlicht.
Das Album schaffte es eine Woche lang in die US Billboard-200-Albumcharts auf Platz 107.

## Titelliste
1. "Mirrors and Fevers" ("Don't Be Frightened of Turning the Page" EP – 2000)
2. "I Will Be Grateful for This Day" ("Sub Pop Singles Club" 7" – 2001)
3. "Trees Get Wheeled Away" ("Lost & Found, Volume 1" – 2003)
4. "Drunk Kid Catholic" ("Drunk Kid Catholic" EP – 2001)
5. "Spent on Rainy Days" ("Home Volume IV" – 2002)
6. "The Vanishing Act" ("Too Much of a Good Thing" 7" – 1999)
7. "Soon You Will Be Leaving Your Man" ("Motion Sickness" 7" – 2000)
8. "Blue Angels Air Show" ("DIW Magazine" 7" – 2002)
9. "Weather Reports" (zuvor unveröffentlicht – mit M. Ward)
10. "Seashell Tale" (zuvor unveröffentlicht – mit M. Ward)
11. "Bad Blood" (The-Album-Leaf-Split 7" – 2001)
12. "Amy in the White Coat" ("3 More Hit Songs from Bright Eyes" Single – 2002)
13. "Devil Town" ("The Late Great Daniel Johnston" Compilation – 2004)
14. "I've Been Eating (For You)" ("Drunk Kid Catholic" EP – 2001)
15. "Happy Birthday to Me (February 15)" ("Drunk Kid Catholic" EP – 2001)
16. "Motion Sickness" ("Motion Sickness" 7" – 2000)

zusätzlich auf der LP-Version enthalten:
1. "Act of Contrition" ("Second Thoughts" Compilation – 2000)
2. "Hungry for a Holiday" (The-Album-Leaf-Split 7" – 2001)
3. "When the Curious Girl Realizes She Is Under Glass Again" ("Sub Pop singles club" 7" – 2001)
4. "Entry Way Song" ("Amos House Vol. 2" Compilation – 2002)
5. "It's Cool, We Can Still Be Friends" ("Transmission One: Tea at the Palaz of Hoon" Compilation – 2000)

## Rezeption
Pitchfork Media gibt dem Album die Note 6,4 von 10 und betont besonders die mehrfachen deutlich hörbaren Stilwechsel zwischen den Jahren, aus denen die Lieder stammen („While the album isn't arranged chronologically, listening to it as such reveals the series of intuitive leaps between lo-fi bedroom folk that emphasized monotonous gloom and cacophonous samples to comparatively laid-back country biased toward majestic arrangements and electronic beats.“).
Allmusic gibt dem Album dreieinhalb von fünf Punkten.
Das deutsche Musikmagazin Visions benotete das Album mit 8 von 12 Punkten und konstatierte: „Eine Raritätensammlung, die nicht als geschlossenes Werk funktioniert […] Das ist naturgemäß nicht immer alles großartig, aber in jeder Minute deine Aufmerksamkeit wert, selbst wenn das Wunderkind mal keine Wunder wirkt.“.